# Chersodromia nigrosetosa
Chersodromia nigrosetosa är en tvåvingeart som beskrevs av Chvala 1970. Chersodromia nigrosetosa ingår i släktet Chersodromia och familjen puckeldansflugor. Inga underarter finns listade i Catalogue of Life.